# Tommy Meier
Tommy Meier (* 1959) ist ein Schweizer Jazzmusiker (Tenorsaxophon, Bassklarinette, Sopransaxophon, Zurna, Balaphon) und Komponist.
Meier spielte seit 1979 zunächst Punkjazz mit Brom und Rock mit Comebuckley. Seit 1983 entwickelte er mit dem Orchester des Circus Theater Federlos, dem er für zwölf Jahre angehörte, komponierend und improvisierend imaginäre Volksmusik – auf mehrmonatigen Tourneen in Mitteleuropa, aber auch in Nigeria, Ghana, Benin, Namibia, Zimbabwe, Ägypten und Kirgistan. Mit dem „Oriental Jazz“ von Kadash wurde dieser produktive Versuch von musikalischem Austausch zwischen verschiedenen Kulturen fortgesetzt; ebenso mit dem Projekt Kadash &The Nile Troup, einer Band mit sieben Schweizer und sieben ägyptischen Musikern, den berühmten Musicans of the Nile; mit ihnen unternahm Meier mehrere lange Tourneen in Europa. Er spielte ausserdem im Sextett von Co Streiff, bei Radio Osaka und Broken Symmetry. Er arbeitete mit Hans Koch, Daniel Ott (Expo 2000) und Alan Silva (Uncool-Festival) zusammen. 1999/2000 leitete er gemeinsam mit seiner Lebenspartnerin Co Streiff die Grossformation WORCH der Berner Werkstatt für improvisierte Musik. 2004 gründete er seine Grossformation ROOT DOWN, die neben Eigenkompositionen Musik von Fela Kuti und Chris McGregor spielt.

## Diskographische Hinweise
- Kadash Federlos (Unit Records, 1995)
- Kadash Am Berg (Unit Records, 1997)
- Co Streiff Sextet Qattara (Intakt Records, 2002)
- Co Streiff Sextet Loops, Holes & Angels (Intakt Records, 2006)
- Tommy Meier Root Down (Intakt; 2007)
- Tommy Meier Root Down The Master and the Rain (Intakt, 2010, mit Russ Johnson, Marco von Orelli, Co Streiff, Peter Landis, Hans Anliker, Michael Flury, Irène Schweizer, Hans-Peter Pfammatter, Luca Sisera, Flo Goette, Fredi Flükiger, Chris Jäger, Trixa Arnold, Stephan Thelen, Jan Schlegel, Herbert Kramis, Marco Käppeli, Peter Schärli, Andi Marti, Jürg Wickihalder, Chris Wiesendanger)
- Tommy Meier, Root Down Orchestra: Tahrir (Unit Records 2016)
- Lotus Crash (ezz-thetics 2019, mit Marco von Orelli, Luca Sisera, Sheldon Suter)